# 3622 Ilinsky
3622 Ilinsky (1981 SX7) là một tiểu hành tinh nằm phía ngoài của vành đai chính được phát hiện ngày 29 tháng 9 năm 1981 bởi Zhuravleva, L. ở Nauchnyj.